# Craig Russell (acteur britannique)
Pour les articles homonymes, voir Russell, Craig Russell et Craig Russell (acteur).
Craig Russell, né à Lewisham (Londres) le 16 juin 1977, est un acteur, écrivain et producteur anglais.

## Filmographie partielle

### Au cinéma
- 2001 : Arthur's Dyke : Darren
- 2002 : Anazapta : Thomas Bassett
- 2002 : The Taxi : Craig (court métrage)
- 2006 : One Way : Steve
- 2006 : Cut Throat Alley : Marty (court métrage)
- 2007 : Intergalactic Combat : Come Mon
- 2008 : Splinter : Leach (court métrage)
- 2008 : Spotting the Sunshine : Ed (court métrage)
- 2008 : Colin : Suicide Attempt
- 2010 : White Buffalo : Soldier (court métrage)
- 2011 : Just the 2 of Us : Michael (court métrage)
- 2011 : Carcéral: Dans l'enfer de la taule (Screwed) de Reg Traviss : Ricky
- 2013 : Magpie : Tony
- 2013 : Convenience : Husband

### À la télévision
- 2001 : EastEnders : Chris (série télévisée, 1 épisode)
- 2001 : Score : Peter Morgan (téléfilm)
- 2001–2010 : Doctors : Carl Dixon/Stuart Browning/Keith Clarkson (série télévisée, 5 épisodes)
- 2002 : Is Harry on the boat? : Phil (série télévisée, 1 épisode)
- 2008 : High Hopes : Terry Knight (série télévisée, 1 épisode)
- 2008–2009 : Hollyoaks : DI Mark Gascoyne (série télévisée, 21 épisodes)
- 2013 : Grave Danger with Dave Granger : Dave Granger (mini-série télévisée)